# 737

## أحداث
- معركة أفينيون: قوات الفرنجة بقيادة شارل مارتيل تهزم المسلمين وتطردهم من المدينة

## مواليد
- معاذ بن معاذ
- ابن السائب الكلبي
- الكسائي - إمام القراء والنحويين في زمانه في الكوفة. (توفي 805).

## وفيات
- مسعود بن أبي زينب، ثوري عربي معارض للخلافة الأموية من بني عبد القيس.